# Dómaldi
Dómaldi, Domald, Domalde o Dómaldr (dal norreno: "Potere al giudice"; ... – Gamla Uppsala, II secolo), è stato un re leggendario sueone della casata dei Yngling, di Uppsala.
Era figlio di Vísburr e a lui succedette Dómarr.

## Ynglinga saga
La Saga degli Ynglingar (Ynglinga saga) racconta come sia morto sacrificato dalla sua stessa gente in seguito ad un lungo periodo di carestia:
(Snorri Sturluson - Saga degli Ynglingar - Chapter fifteen)

Midvinterblot di Carl Larsson che ritrae Dómaldi accondiscendente al sacrificio, (1915)

Si noti come vi fosse una forte relazione tra il re e il suo comportamento con le sorti della gente che governa e persino col tempo e l'abbondanza o le ristrettezze nei raccolti. Una relazione che si avvicina all'identificazione tra re e regno e con la quale si possono tracciare parallelismi col ruolo del re sacro come sposo della Dea Terra presso alcune popolazioni celtiche ed in quanto tale col dovere di assicurarsi che la divinità provvedesse al popolo.
Analogamente, presso diverse culture orientali era stato elaborato il concetto del mandato del cielo, per cui i cataclismi come alluvioni e carestie potevano essere interpretati come il suo ritiro in favore di un sovrano più meritevole che, nel Tengrismo poteva comportare il sacrificio del re perdente delle battaglie, non più benvoluto dal "Cielo blu eterno".
Come descritto nel brano precedente, Dómaldi da piccolo fu colpito da un Seiðr emesso dalla matrigna, che lo rese malaticcio. La carestia che seguì con la sua età adulta potrebbe essere vista anche come la gracilità che dal corpo del re si trasmette al suo regno.

## Ynglingal

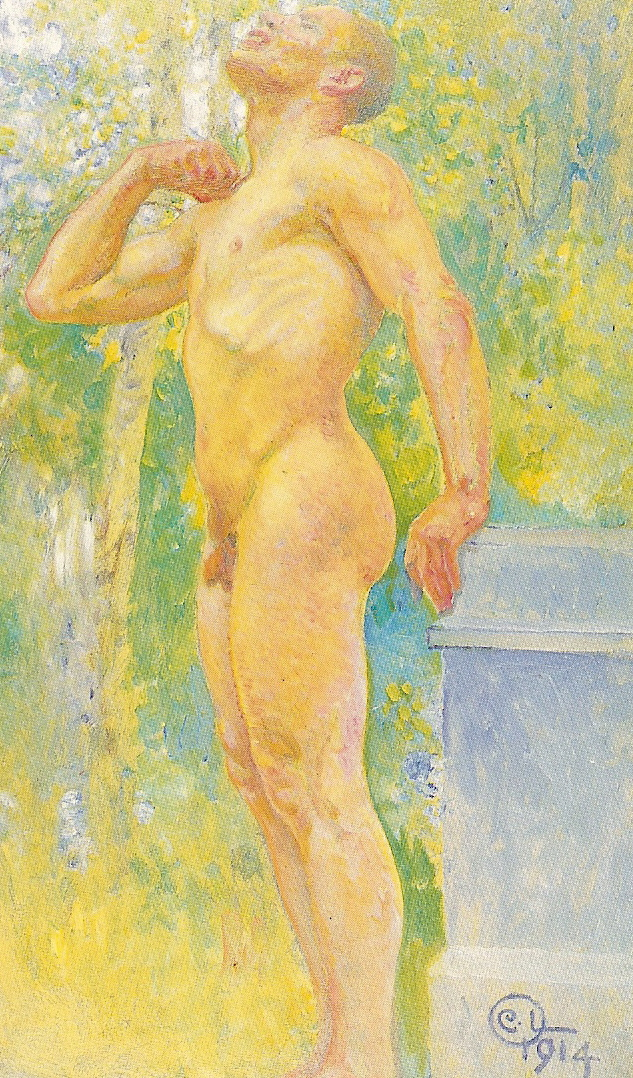
Dómaldi nello studio preparatorio del Midvinterblot di Carl Larsson, (1914).

La versione nell'Ynglingatal non presenta particolari difficoltà di interpretazione, a parte forse un kenning presente nel testo.
(NON) 

Hitt var fyrrv

at fold ruðu

sverðberendr

sínum drótni,

ok landherr

af lífs vönum

dreyrug vápn

Dómalda bar,

þá er árgjörn

Jóta dolgi

Svía kind

of sóa skyldi
(IT) 

Accadde un tempo

che i portatori d'arme

con il loro regnante
 
arrossarono la terra,

e il popolo del paese

lasciando Dómaldi

senza vita,

le loro armi insanguinate

quando i sueoni

cercando buoni raccolti,
 
offrirono
 
il nemico degli Jótar.
(EN) 

Once it was

weapon-bearers

with their ruler

reddened the ground,

and the land's people

left Dómaldi

without life,

their weapons bloody,

when the Svíar

seeking good harvests

offered up

the enemy of Jótar.
Il nemico degli Jótar ("Jóta dólgr"), ossia dei Goti (Jóti, norreno antico: Jo'tar, Jótskr), è Dómaldi.

## Historia Norvegiæ
L'Historia Norvegiæ presenta una versione chiara e concisa del'Ynglingatal.
(Historia Norvegiæ)